# Bandera de Infantería Protegida Ortiz de Zárate III

Escudo de la III Bandera "Ortiz de Zárate".

La Tercera Bandera de Infantería Paracaidista "Ortiz de Zárate", también referida como "Ortiz de Zárate" III, es una unidad de infantería ligera paracaidista del Ejército de Tierra Español que fue creada como paracaidista en julio de 1960 e integrada desde entonces en la Brigada Paracaidista (BRIPAC). Nombrada en honor del teniente Antonio Ortiz de Zárate, caído en combate en la Guerra de Ifni. Su acuartelamiento se encuentra en Santa Bárbara, municipio de Murcia, en la pedanía de Javalí Nuevo (Región de Murcia). Está integrada en el Regimiento de Infantería «Zaragoza» n.º 5Orden de Batalla 2016. Ejército de Tierra de España. Archivado el 2 de enero de 2018 en Wayback Machine. Consultado el 14 de agosto de 2016</ref>

## Misiones
Desde septiembre de 1993 hasta abril de 1994, la Tercera Bandera formó parte de la Agrupación "Madrid", destacada por España en Bosnia-Herzegovina como parte de la Fuerza de Protección de la ONU (UNPROFOR).
De enero a mayo del 2000 estuvo en Kosovo. Una compañía permaneció allí desde septiembre de 2001 hasta marzo de 2002.
El despliegue en Afganistán se efectuó desde septiembre hasta diciembre de 2004.